# Air Mail (1932)
Air Mail ist ein US-amerikanischer Abenteuerfilm aus dem Jahr 1932 von John Ford mit Ralph Bellamy und Gloria Stuart in den Hauptrollen.

## Handlung
In der  Nähe eines kleinen, nebelverhangenen Wüstenflugplatzes am Fuße der Rocky Mountains versucht die Besatzung mit Hochdruck, ein Postflugzeug zu landen, doch die Maschine stürzt ab und der Pilot Joe Barnes stirbt in den Flammen. Während die Besatzung sich beeilt, die Post aus dem Flugzeug zu retten, tröstet Pilot Mike Miller Barnes‘ Schwester Ruth, die seine Freundin ist. Die Piloten des Luftpostdienstes fliegen bei gefährlichem Wetter und für geringen Lohn, um die Post pünktlich auszuliefern. Wenn einer stirbt, fliegt Mike als Chefpilot traditionell die nächste Lieferung. 
Barnes wird durch Duke Talbot ersetzt, einen guten, aber rücksichtslosen Piloten, der auch ein echter Frauenheld ist. Talbot beginnt eine Affäre mit Irene, der gelangweilten Frau des Piloten Dizzy Wilkins. Während des Weihnachtsgeschäfts stürzt Dizzy in einem besonders schlimmen Schneesturm ab und ohne eine respektvolle Pause abzuwarten, brennt Irene mit Talbot durch. Nachdem Mike zwei weitere Piloten verloren hat, hat er keine andere Wahl, als den nächsten Flug selbst zu übernehmen, obwohl er gewarnt wurde, dass seine Augen für Flüge bei schlechtem Wetter nicht mehr gut genug sind. Auch er stürzt während des Sturms in einem unzugänglichen Gebiet ab, überlebt aber. Talbot hört die Meldung von Mikes Absturz im Radio und lacht über die Vorstellung, dass selbst ein guter Pilot Mike nicht erreichen kann.
Talbot eilt zum Flugplatz, stiehlt ein Flugzeug und landet direkt neben der Absturzstelle. Das Flugzeug wird jedoch bei der Landung beschädigt, und als sie sich dem Flugplatz nähern, ist klar, dass das Flugzeug abstürzen wird. Talbot wirft Mike rechtzeitig vor dem Absturz aus dem Flugzeug. Das Bodenpersonal zieht ihn aus dem Wrack, schwer verletzt, aber lebend.

## Hintergrund
John P. Fulton schuf die Spezialeffekte. Scott R. Beal arbeitete als Regieassistent. Elmer Dyer filmte die Flugaufnahmen, zugleich war er, neben Paul Mantz, Stuntpilot.

## Veröffentlichung
Die Premiere des Films fand am 3. November 1932 statt. In der Bundesrepublik Deutschland wurde der Film im Februar 1985 im Rahmen der Retrospektive Special Effects bei der Berlinale 1985 gezeigt.

## Kritiken
Mordaunt Hall von der The New York Times schrieb, der Film werde durch Sequenzen behindert, die entweder zu lang oder zu melodramatisch seien, aber er gleiche diese Mängel teilweise durch interessante Details der Aktivitäten in einer Flugstation aus, die in diesem Fall zufällig als Wüstenflughafen bekannt sei. Diese merkwürdige Kombination aus zwingenden Wahrheiten und unglaublicher Fiktion habe eine Gruppe von Charakteren, die, wie üblich in ähnlichen Geschichten, entweder zu edel oder zu schändlich oder gefühllos seien.
In der Variety hieß es, der Film sei ein Fundus an interessanter Atmosphäre über den Luftpostdienst. Ständig kommen und gehen Funksprüche ein und aus, die in Fachsprache formuliert seien. Er sei interessant genug, aber im Grunde habe der Produzent zuerst den Luftpostdienst dramatisiert und dann als zweiten Gedanken eine menschliche Geschichte einfließen lassen.